# Tomnatic
Tomnatic (in ungherese Nagyösz, in tedesco Triebswetter) è un comune della Romania di 3096 abitanti, ubicato nel distretto di Timiș, nella regione storica del Banato. 
Tomnatic è divenuto comune autonomo nel 2004, staccandosi dal comune di Lovrin.